# Światowy Dzień Zapalenia Płuc
Światowy Dzień Zapalenia Płuc, również Światowy Dzień Pneumonii, Światowy Dzień Walki z Pneumonią (ang. World Pneumonia Day) – międzynarodowe święto obchodzone corocznie 12 listopada, ustanowione przez Światową Koalicję przeciwko Zapaleniu Płuc u Dzieci (ang. Global Coalition Against Child Pneumonia), wspierane technicznie przez Światową Organizację Zdrowia (WHO), UNICEF oraz Centrum Zwalczania i Zapobiegania Chorobom (CDC).
Problem dotyczy w szczególności dzieci z: Indii, Chin, Demokratycznej Republiki Konga, Etiopii, Nigerii, Pakistanu i Afganistanu.
Motto obchodów: 
„Walcz z zapaleniem płuc. Ochroń dziecko” (ang. Pneumonia. Save a Child).